# Rue Geoffroy-Marie
Rue Geoffroy-Marie är en gata i Paris 9:e arrondissement. Den invigdes 1842 och är uppkallad efter skomakaren Geoffroy och dennes hustru Marie som 1261 skänkte mark till sjukhuset Hôtel-Dieu.
Rue Geoffroy-Marie börjar vid Rue de Montyon 20 och slutar vid Rue de la Boule-Rouge 9.